# Gipsy (Rapper)

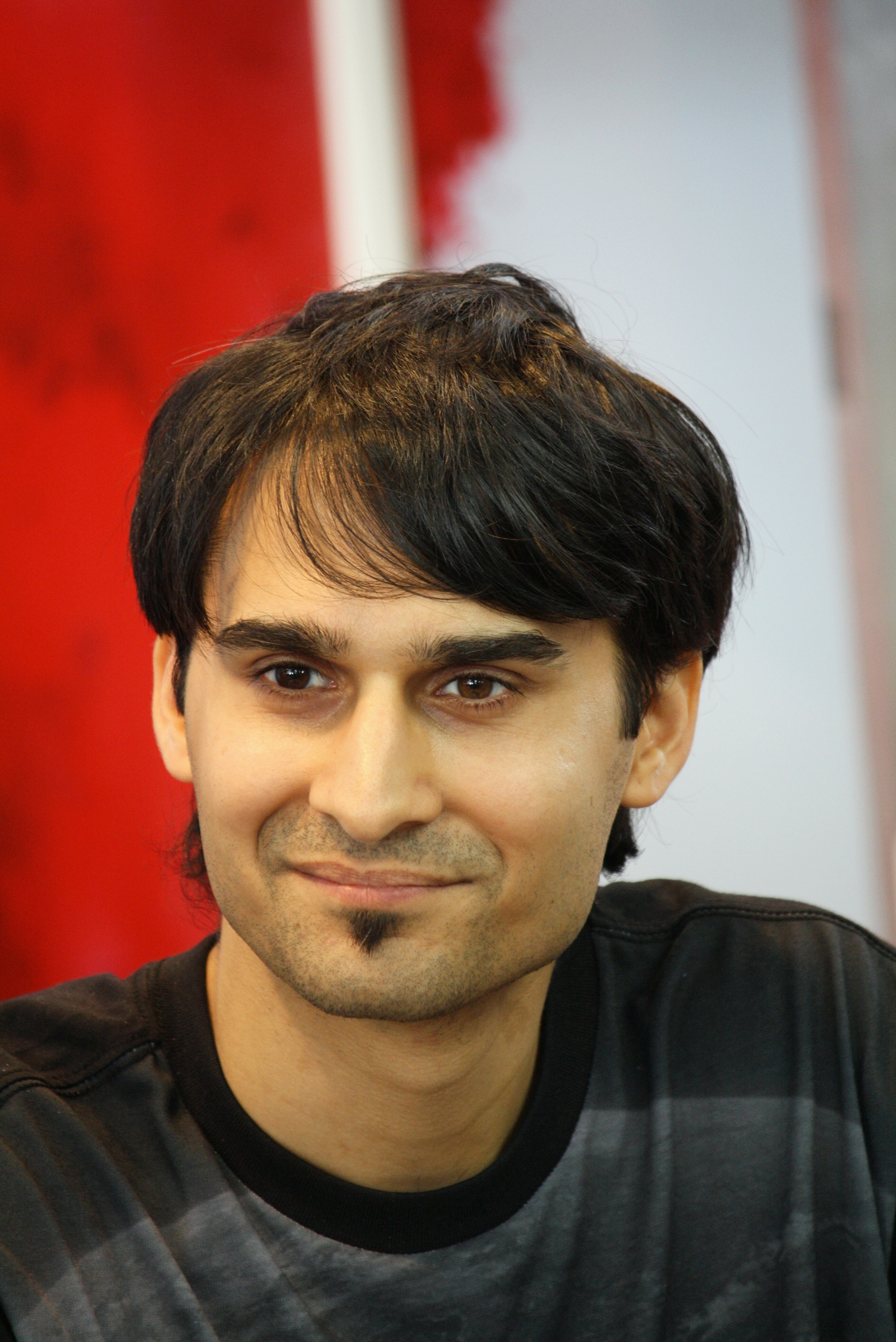
Radoslav Banga

Gipsy, bürgerlich Radoslav Banga (* 6. Mai 1982 in Prag) ist ein tschechischer Rapper.

## Leben
Gipsy verbrachte seine Jugend in Prag als Straßenkind. Er gründete um 1995 zusammen mit anderen jugendlichen Roma die Hip-Hop-Gruppe Syndrom Snopp, deren Erfolg sich auf die tschechische Hip-Hop-Szene beschränkte. Sein Debütalbum als Solokünstler Ya Favourite CD Rom erschien 2004 und machte ihn über die Grenzen Tschechiens hinaus bekannt, so erhielt es eine positive Kritik von dem französischen Musikmagazin Mondomix, in der er als junges Talent beschrieben wurde. Gipsy gab unter anderem Konzerte auf dem Karneval der Kulturen und im Kaffee Burger (beide in Berlin). In dieser Zeit war er mehrfach Gast bei Radio Multikulti in Berlin oder bei Funkhaus Europa in Köln. Während er auf seinem ersten Album ausschließlich englisch rappte, waren die Texte auf seinem zweiten Album Rýmy a Blues größtenteils tschechisch. Rýmy a Blues war 2005 für einen Anděl Award (tschechische Version des Grammy Awards) in der Kategorie „Hip Hop & R'n'B“ nominiert. 2006 war er Mitbegründer der Band Gipsy.cz, die im Unterschied zu Gipsy mehr Bezug auf die traditionelle Musik der tschechischen Roma nimmt. Danach war Gipsy circa dreieinhalb Jahre lang nicht mehr als Solokünstler aktiv. 2010 veröffentlichte er sein drittes Album Autentik, das er ausschließlich zum kostenlosen Herunterladen auf seiner offiziellen Website anbot. Gipsy stellte aber die Bedingung, die Lieder nicht im Internet zu verbreiten, sondern sie nur von seiner Website herunterzuladen. Dennoch nahm er freiwillige Geldspenden entgegen, wofür er seine Kontonummer veröffentlichte. Eine weitere Besonderheit war, dass er das Album nicht am Stück veröffentlichte, sondern jede Woche ein Lied hochlud. Er brach das Projekt Autentik jedoch vorzeitig ab, weil die Lieder des Albums im Internet verbreitet wurden, was bei ihm auf Unverständnis stieß.
Banga ist auch Produzent und betreibt sein eigenes Studio Bangatone.
Im Frühling 2021 veröffentlichte Banga sein Buch „(Ne)Pošli to dál“ zusammen mit seinem Pop-Album Věci jinak. Zu dieser Veröffentlichung produzierte Banga das Video zum Track Nepošli to dál zusammen mit dem Stuntman Taras Povoroznyk und dem Parkouristen Radek Tupý, die Kamera führte Pavel Konopík.

## Diskografie
- 2004: Ya Favourite CD Rom
- 2005: Rýmy a Blues
- 2010: Autentik
- 2021: Věci jinak, Album